# Henrikovska knjiga
Henrikovska knjiga (poljsko Księga henrykowska, latinsko Liber fundationis claustri Sanctae Mariae Virginis)  je latinska kronika cistercijanskega  samostana v Henrykówu v Spodnji Šleziji, Poljska. 
Prvotno je bila napisana  kot register premetov, izropanih med prvo mongolsko invazijo na Poljsko leta 1241, sčasoma pa je bila razširjena z zgodovino samostana. Znana je kot najzgodnejši dokument, v katerem je stavek, napisan v jeziku, ki ga je mogoče imeti za staropoljski jezik.  Knjiga je razstavljena v nadškofijskem muzeju v Vroclavu. 9. oktobra 2015 je bila vpisana na Unescov seznam »Spomin sveta«.

## Vsebina
Prvi del 100 strani dolge knjige je posvečen zgodnji zgodovini opatije od njene ustanovitve Henrika I. Bradatega leta 1227 do leta 1259. Drugi del vključuje kasnejšo zgodovino do leta 1310. 
V zapisu za leto 1270 je omemba, da je priseljenec iz bližnje vasi rekel svoji ženi »Day, ut ia pobrusa, a ti poziwai«. Citat, prepisan v sodobno poljščino, bi  se glasil »Daj, ać ja pobruszę, a ty poczywaj«, kar bi lahko približno prevedlo kot »Pusti me, jaz bom zmlel, ti pa počivaj«.
Okoliščine, v katerih je bil napisan ta stavek, so natančno odražale kulturne in literarne razmere na Poljskem v prvih stoletjih njenega nacionalnega obstoja. Stavek se je pojavil v latinski kroniki, ki jo je napisal nemški opat. Človek, ki naj bi izrekel stavek skoraj sto let prej, je bil Čeh Bogwal (Bogwalus Boemus), lokalni priseljenec in podložnik Boleslava Visokega, ki  je čutil sočutje do svoje žene, ki je »zelo pogosto stala in mlela z žrmljami«. Po njem je dobila ime tamkajšnja vas Brukalice.

## Vira
- Elżbieta Olinkiewicz; Katarzyna Radzymińska; Halina Styś (1999). Słownik Encyklopedyczny - Język polski (v poljščini). Europa. ISBN 83-87977-20-9. Arhivirano iz prvotnega spletišča dne 27. junija 2006. Pridobljeno 22. junija 2006.
- (angleško in poljsko) Michał Jacek Mikoś (1999). »Middle Ages: Literary background«. Polish Literature from the Middle Ages to the End of the Eighteenth Century. A Bilingual Anthology. Warsaw: Constans. str. 683. ISBN 83-901014-3-2. Arhivirano iz prvotnega spletišča dne 6. julija 2007. Pridobljeno 22. junija 2006.